# Altdeutscher Mohrenkopf
Der Altdeutsche Mohrenkopf ist eine Haustaubenrasse und gehört zur Gruppe der Farbentauben.

## Herkunft
Der Altdeutscher Mohrenkopf kommt aus Sachsen.

## Aussehen
Der Altdeutsche Mohrenkopf besitzt eine kräftige, tiefstehende Feldtaubengestalt. Das Gefieder liegt am gesamten Körper gut an.
Der Kopf ist gut gewölbt mit einer hohen und breiten Stirn und einem kräftigen Hals. Der Hinterkopf ist entweder glatt oder hat eine Muschelhaube.
Die Augenfarbe ist dunkel oder orangefarben.
Der Schnabel ist mittellang. Die Schnabelfarbe ist schwarz bei den schwarzen und blauen, hell bei den roten und fleischfarbig bei den gelben Tieren.
Der Altdeutsche Mohrenkopf hat eine breite Brust und einen wenig abfallenden breiten Rücken.
Der Schwanz und die Flügel sind lang und geschlossen.
Die Beine haben eine dichte Schenkelbefiederung mit langen und dichten Latschen an den Füßen.

## Farbenschläge
Den Altdeutschen Mohrenkopf gibt es in Schwarz, Blau, Rot und Gelb.
Farbig sind Kopf, Vorderhals, Brust, Schwanz mit Schwanzdecken und Keil. Weiß sind Haube, Hinterhals und das übrige Gefieder.